# IAME Rastrojero F71
Le Rastrojero F71, lancé en 1969, est un petit véhicule utilitaire de type fourgon et pick-up, avec une charge utile d'une tonne. Il a été  construit par la société gouvernementale argentine de construction d'avions (et d'autos) IAME - Industrias Aeronáuticas y Mecánicas del Estado (Industries aéronautiques et mécaniques de l'État) de 1969 à 1980.

## Histoire
Le Rastrojero, lancé en 1952, était un petit véhicule utilitaire de type pick-up, avec une capacité d'une demi-tonne, conçu par Raúl Gómez et construit par la société gouvernementale argentine de construction d'avions (et d'autos) IAME - Industrias Aeronáuticas y Mecánicas del Estado (Industries aéronautiques et mécaniques de l'État) de 1952 à 1980.
Ce véhicule vite devenu obsolète par rapport aux modèles concurrents, le constructeur argentin, vu le contexte politique régissant le pays, ne peut engager la conception d'un nouveau modèle pour le remplacer. Il doit simplement se contenter de moderniser la cabine.
Un des principaux concurrents argentins de la société d'État IAME, la société privée IASF - Industria Automotriz Santa Fe S.A. créée en 1960 et détentrice d'une licence pour la production de la fourgonnette DKW Schnellaster, avait financé le projet d'un nouveau modèle la fourgonnette DKW F1000L. Elle n'aura que le temps de fabriquer à peine une centaine d'exemplaires avant de faire faillite au printemps 1969. 
Le constructeur IAME profita de cette occasion pour racheter à bon prix la licence de fabrication de la carrosserie signée par le fameux designer italien Fissore. IAME adapta la caisse du fourgon sur le châssis du Rastrojero existant. 
La fabrication du nouveau modèle a débuté en milieu d'année 1969 sous la dénomination "Rastrojero F71" et, en 1974, il a été renommé "SM 81".
Surnommé Frontalito, ce fourgon était disponible en une multitude de variantes de carrosseries : fourgonnette, minibus, pick-up avec cabine simple ou double, châssis nu, ambulance et pompiers.

Finalement, sur ordre du gouvernement, à la suite de l'application du « Programme National de Réorganisation » alors en cours en Argentine, la fabrication de ces camionnettes et de tous ses dérivés fut stoppée et la société dissoute le 11 avril 1980.